# マルメディ虐殺事件

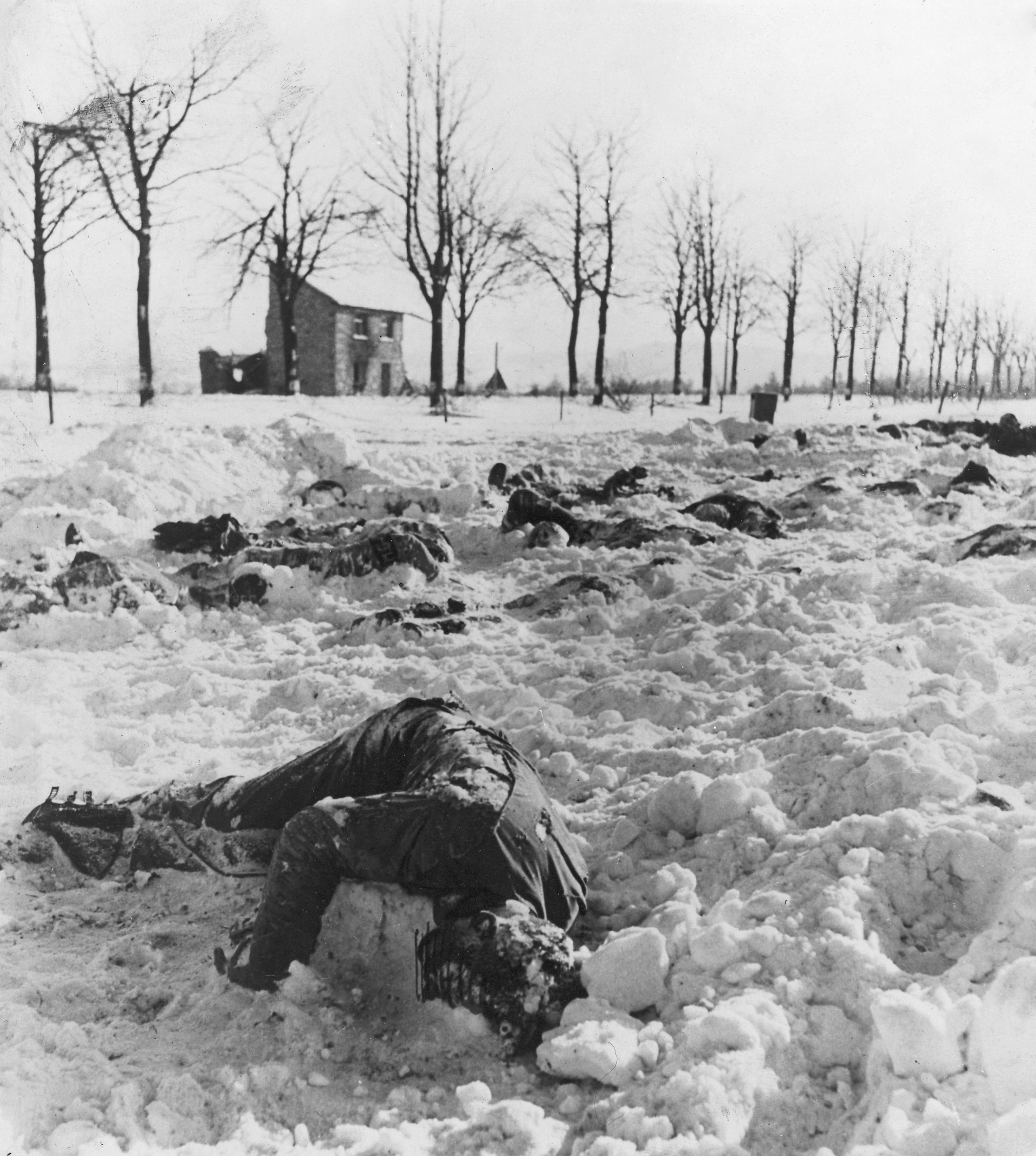
現場に放置されたアメリカ兵の遺体

マルメディ虐殺事件（マルメディぎゃくさつじけん、Malmédy massacre）は、第二次世界大戦中に発生したドイツ軍による戦争犯罪である。バルジの戦い最中の1944年12月17日、ヨアヒム・パイパー親衛隊中佐指揮下のドイツ軍部隊により、捕虜となったアメリカ兵ら84人が殺害された。

## 経緯

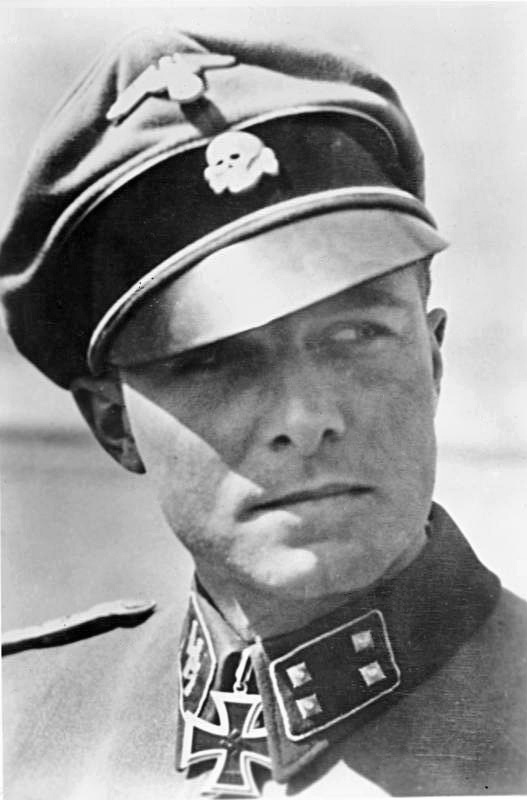
ヨアヒム・パイパー（1943年、当時SS少佐）

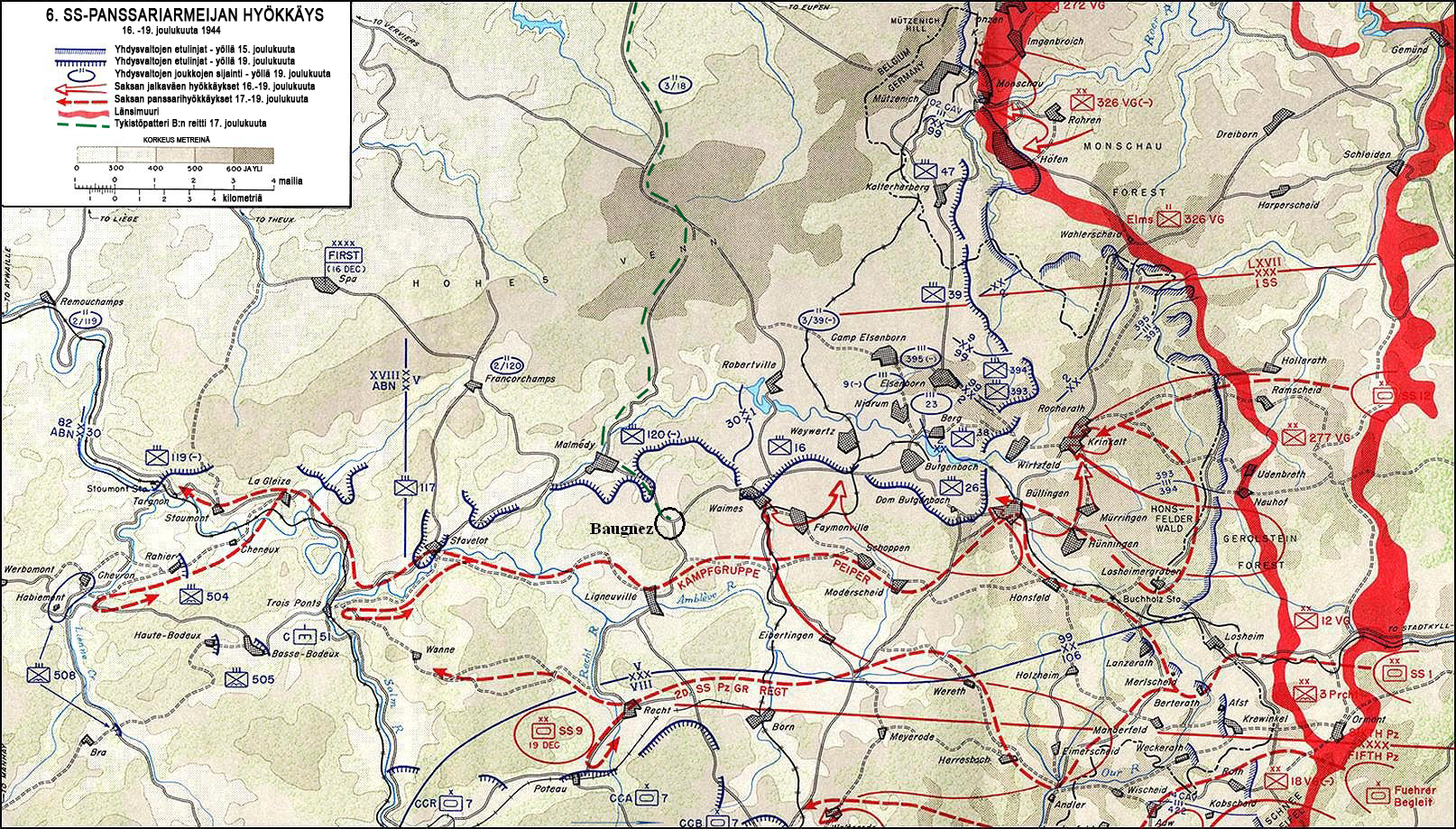
1944年12月16日から19日にかけての第6SS装甲軍の攻勢を示す地図。中央近くに円で示されているのが虐殺の現場となったボネ（Baugnez）交差点である。5本の道路の合流点であることから、アメリカ軍ではファイブ・ポインツと通称された

1944年12月16日、ドイツ軍は「ラインの守り」作戦を発動、ベルギー南部からフランス東部に展開した連合軍に対し、ルントシュテット攻勢（連合国側の呼称「バルジの戦い」）として知られる大攻勢を開始した。
同日、アーヘンからほど近いシェヴェンヒュッテに駐留していたアメリカ陸軍第285野戦砲兵観測大隊B中隊（Battery B, 285th Field Artillery Observation Battalion）の中隊長レオン・スカボロー大尉（Leon Scarborough）は、6時00分付で中隊が第7軍団から第8軍団に移された旨の通達を受け取り、ザンクト・フィートの新しい砲兵司令部に翌日出頭することとなった。17日、スカボローは副官らに移動命令を伝達した後に9時00分頃司令部へ出頭し、さらにルクセンブルクの第4歩兵師団付砲兵司令部への出頭を命じられたため、中隊に対し自分に合流するようにと追加で指示を出した。
B中隊は8時00分頃にシェヴェンヒュッテを出発した。車列はジープ、武器輸送車、2・1/2トントラックなど合わせて30両から成り、2つの集団に分かれていた。車列を率いる先頭のジープには副大隊長ロジャー・ミルズ大尉（Roger Mills）が乗車していた。12時15分頃、マルメディの街に到達。この際、街を確保していた第291工兵大隊の指揮官デヴィッド・パーグリン中佐（David A. Pergrin）から、街の東側に存在するであろうドイツ軍部隊との遭遇について強い警告を受けたものの、中隊は行軍を継続することとなった。すでに先導車として2人の兵士が載ったトラックが先行しており、彼らを孤立させることはできなかったためである。この際、車列後方の中隊長車など4両と27人の将兵は、ある伍長が体調を崩したために離脱し、マルメディの病院に向かった。
一方、攻勢の主力を務めるドイツ第6SS装甲軍の先鋒、ヨアヒム・パイパー親衛隊中佐率いるパイパー戦闘団は、ボネ近くの交差点（ファイブ・ポインツ）へと進軍しつつあった。戦闘団はファイブ・ポインツの南東側を移動中であり、元々はこの南側を通り抜けようとする進路を取っていたが、車両の移動の効率を上げるために東側の道路へと出ている。パイパー戦闘団は午前中にアメリカ軍から想定を超える反撃を受けたばかりで、作戦は予定から12時間も遅れていた。ヴェルナー・シュテルンエーベックSS中尉（Werner Sternebeck）に率いられた先導小隊も損害を受け、元々戦車7両と1個工兵小隊（ハーフトラック搭乗）から成っていたが、この時点では戦車2両とハーフトラック2両のみから成った。
当時ファイブ・ポインツ近くにあった建物は、南西側のCafé Bodarwé、その向こうの2つの農場のほか、北側の農場、東側の2つの民家といったものである。12時45頃、ミルズらが乗ったジープと憲兵の車両（マルメディを通過する第7機甲師団残余の先導を行っていた）がファイブ・ポインツを通過した。彼らが南側道路に出た時、ドイツ軍戦車による砲撃が始まり、先導車およびCafé Bodarwéの前を通過中だった中隊最後尾の車両が撃破された。最初の砲撃を行ったのはシュテルンエーベックの車両であり、それに続いて他の戦車もそれぞれ5発から6発ずつの砲撃を行った後、先導小隊は直ちに南側道路へと向かった。

### 投降と虐殺
短時間の戦闘の後、ドイツ軍戦車が接近してきたことを確認したB中隊は降伏を決断した。ファイブ・ポインツにいたB中隊員のうち、11人はこの衝突の最中に戦死したとされる。南側の道路に出たシュテルンエーベックは、アメリカ兵たちが隠れていた溝に向けて降伏を促す目的で機銃掃射を行った。その後、シュテルンエーベックは投降したアメリカ兵をファイブ・ポインツまで移動させ、指示を仰ぐべくパイパーの到着を待った。ところが、パイパーは作戦にさらなる遅れがもたらされたことに激怒し、早急にリヌーヴィルへの進軍を開始するよう命じた。13時30分頃、パイパーとシュテルンエーベックは主力部隊を率いて南へと進軍を再開した。
B中隊のアメリカ兵らがCafé Bodarwéの南側の畑に集結する頃、マルメディから移動中だった米軍のトラックおよび救急車が近くを通りかかり、ドイツ側からの銃撃を受けた後、乗員の一部が捕虜となった。なお、病院に残っていたB中隊の4両もこれらのトラックより更に後に出発していたが、この時の銃声を聞いてマルメディへと引き返している。14時00分までに、113人のアメリカ兵が畑へと集結させられていた。内訳は、第285大隊員91人（3名のみB中隊以外の所属）、救急車に乗っていた10人、ファイブ・ポインツで交通整理にあたっていた憲兵1人、トラックに乗っていた工兵1人、さらに戦闘団が先立っての戦闘で捕らえて護送中だった11人である。14時15分頃、捕虜への銃撃が始まった。

### 虐殺の様相について

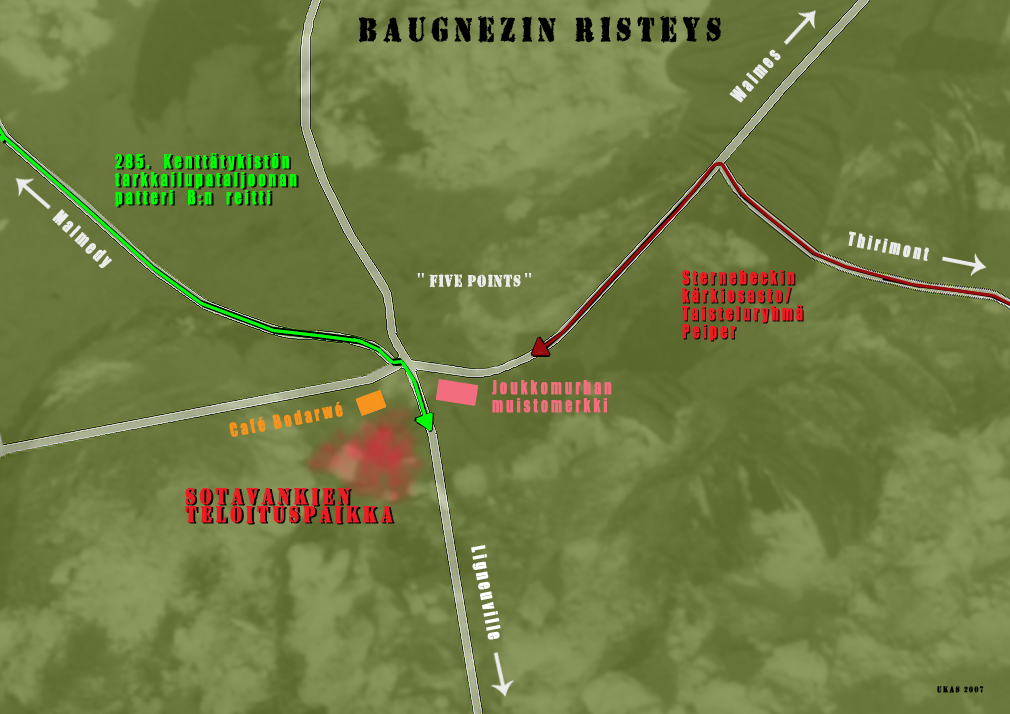
ファイブ・ポインツでの接敵の状況。緑色の矢印がB中隊、赤色の矢印がパイパー戦闘団を示す

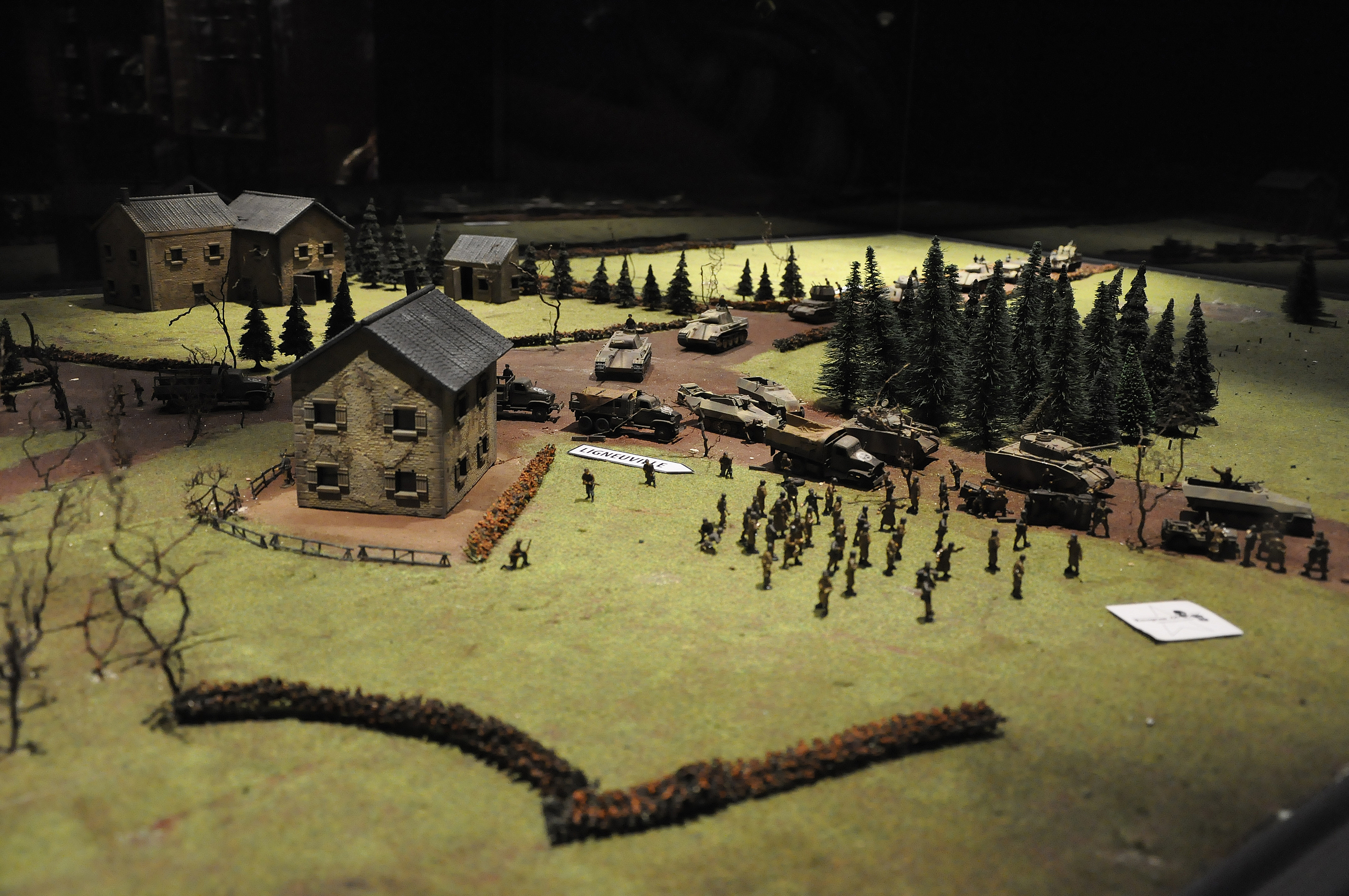
事件現場を再現したジオラマ。アメリカ兵らはCafé Bodarwé横の畑に集められ、ドイツ軍装甲部隊の車列はファイブ・ポインツを通過してリヌーヴィルに向かって南下しようとしている。ボネ44歴史博物館の展示品

実際に行われた虐殺の様相については不確かな部分も多い。1945年1月の『星条旗新聞』に掲載された事件に関する記事「Nazis Turned Machine Guns on GI POWs」は、内容に脚色・誇張が含まれていたが、しばしば書籍や記事に引用されてきた。また、事件へのメディアの関心の高まりは、一部の生存者にさえ誇張した証言を行わせた。例えば、1989年に出版されたある生存者の著書では、第6SS装甲軍司令官ヨーゼフ・ディートリヒSS上級大将が虐殺の前に現場を行進したのを見たと述べているし、ミルズ大尉とともにジープに乗っていたバージル・ラリー中尉（Virgil Lary）は虐殺を生き延びた唯一の将校だが、タイガー戦車や88mm砲、無数の戦車に包囲された末に降伏したと後年語ったことがある。主にアメリカ側には、ドイツ総統アドルフ・ヒトラーが、この攻勢にあたってアメリカ兵を捕虜に取らないよう命じていたことが虐殺に繋がったという説を支持する人々もいる。ヒトラーは確かに攻勢4日前の演説でそのような言葉を使っていた。しかし、パイパーは17日午前中の戦闘においてさえ数十人の捕虜を通常の手続きに従って後送していた。戦後の裁判でもこの説を立証する命令書などの証拠は見つけられなかった。
12月17日に21人の生存者らがマルメディにて行った証言は、メディアの注目や何らかの共謀の可能性などの要因がないため、もっとも事実に近いものと考えられている。彼らはおおむね同様の証言を行った。彼らは投降した後にファイブ・ポインツのすぐ南にある畑に集結させられ、ドイツ兵から機関銃とライフルで銃撃を受けたのだという。ほとんどの生存者が、一連の銃撃が始まる前にピストルの銃声を2度聞いたとしている。その後、ドイツ兵らが畑に入り、まだ生きている者を射殺したり、遺体を蹴ったり突いたりして生死を確かめるなどしていたという。それからドイツ軍は撤収していったが、車両上から手当り次第に銃撃を行っていく者もいた。生存者のうち、1人を除く全員が最初の銃撃より前に脱走を試みた者はいなかったと証言し、彼らが逃げようとしたのはドイツ兵が完全にいなくなったと思ってからのことだった。一方、ある証言者は最初の銃撃よりも先に脱走を試みて森に逃げ込んだのだと証言した。加えて、多くの生存者らの証言は、銃撃が始まる前に畑で大きな混乱が起きていたことを示唆している。ピストルの銃声が響いた時に混乱は頂点に達し、何人かのアメリカ兵は集団の後ろに逃れようと互いを押しのけ合い、この時にアメリカの将校が事態を収拾しようと「その場を保て！」（Stand fast!）と叫んでいたとする多くの証言がある。ラリーが後の裁判で証言したところによると、ゲオルク・フレプス（Georg Fleps）というルーマニア出身のSS隊員が、最初にピストル2発を撃ったのだという。フレプスは空に向けて威嚇射撃をしたとも、アメリカ兵の頭を撃ったとも言われている。
一方、パイパーは事件に関する戦後の証言の中で、リヌーヴィルへ向かう途中に遭遇したアメリカ兵たちを3つのグループに分けて説明した。手を上げている者、地面や溝に寝そべっている者（戦死者あるいは死んだふりをしている者）、そして死んだふりをしていたが突然立ち上がって森へ逃げようとした者である。パイパーは後者2つのグループに対しては部下が威嚇射撃を行ったと述べた。ドイツ側に同情的な人々、とりわけ第1SS装甲師団（ライプシュタンダーテ師団）の元隊員らは、パイパーの副官だったハンス・グルーレ（Hans Gruhle）の証言を支持した。これによれば、まず本隊の到着はシュテルンエーベックの到着から10分以上後のことであった。そしてファイブ・ポインツへ移動していたアメリカ兵らは一見して護送されているようではなく、さらにドイツ軍が展開する東ではなく北へ向かっていたので、遅れて到着した本隊はこれを戦闘部隊と誤認して銃撃したのだという。ただし、事件当時にグルーレは戦闘団の車列後方におり、こうした状況を直接目撃できたわけではない。ドイツ側の証言も時と共に誇張され、アメリカ兵らが武器を取り戻して戦闘団の本隊に攻撃を加えたとさえ語られたことがある。
最初に回収された72体の遺体の解剖記録によると、遺体のうち20体については、自動火器による銃創に加えて、ごく至近距離から頭部に銃撃を受けた痕跡があり、これが致命傷となっていた。これら頭部の銃創の周囲には火傷の痕跡があった。別の20体も頭部に小火器の銃創があったが、火傷はなく、ある程度の距離から銃撃されたものとされた。別の10体には、恐らくはライフルの銃床によって撲殺された痕跡があった。このような痕跡から、アメリカ軍は虐殺があったと断定している。一方、ドイツ兵は虐殺の前に金目のものを奪っていったとする証言もあるが、実際には遺体の多くが指輪や時計、金銭など貴重品を所持したままだった。理由は不明だが、大半の遺体からは認識票が失われており、身元の特定は私物などから行われた。
ファイブ・ポインツに残されたドイツ兵たちは、非常に現実的な問題に直面していたことになる。速やかにリヌーヴィルを攻撃してアメリカ軍司令部を占領するという戦闘団の任務にはすでに12時間も遅れが出ており、パイパーはファイブ・ポインツを出発する際、彼らにも可能な限り急いで本隊に合流するよう命じていた。彼らは比較的小規模な車両部隊であり、捕虜を引き渡せるような歩兵部隊は付近に展開していなかった。100人を超える捕虜は武装解除こそされていたものの、そのまま監視下に長く留めておくことは困難だった。戦闘団は道路に沿ってアメリカ軍の勢力圏を貫くように前進してきたため、道の両側は依然として敵が展開している可能性が高く、通常のように後方へ行進してドイツ軍に投降するよう命じることもできなかった。加えて、マルメディから強力なアメリカ軍部隊が南下してくる恐れは常にあった。銃撃が誰の命令によって始まったのかは定かではない。
こうした証言や状況から、この虐殺は計画的なものではなく、捕虜の取り扱いについて決断を迫られたドイツ側の誰かの判断によるもの、あるいはアメリカ兵らの起こした混乱や脱走の試みを発端とする偶発的なものと考えられている。

### 調査および遺体の回収

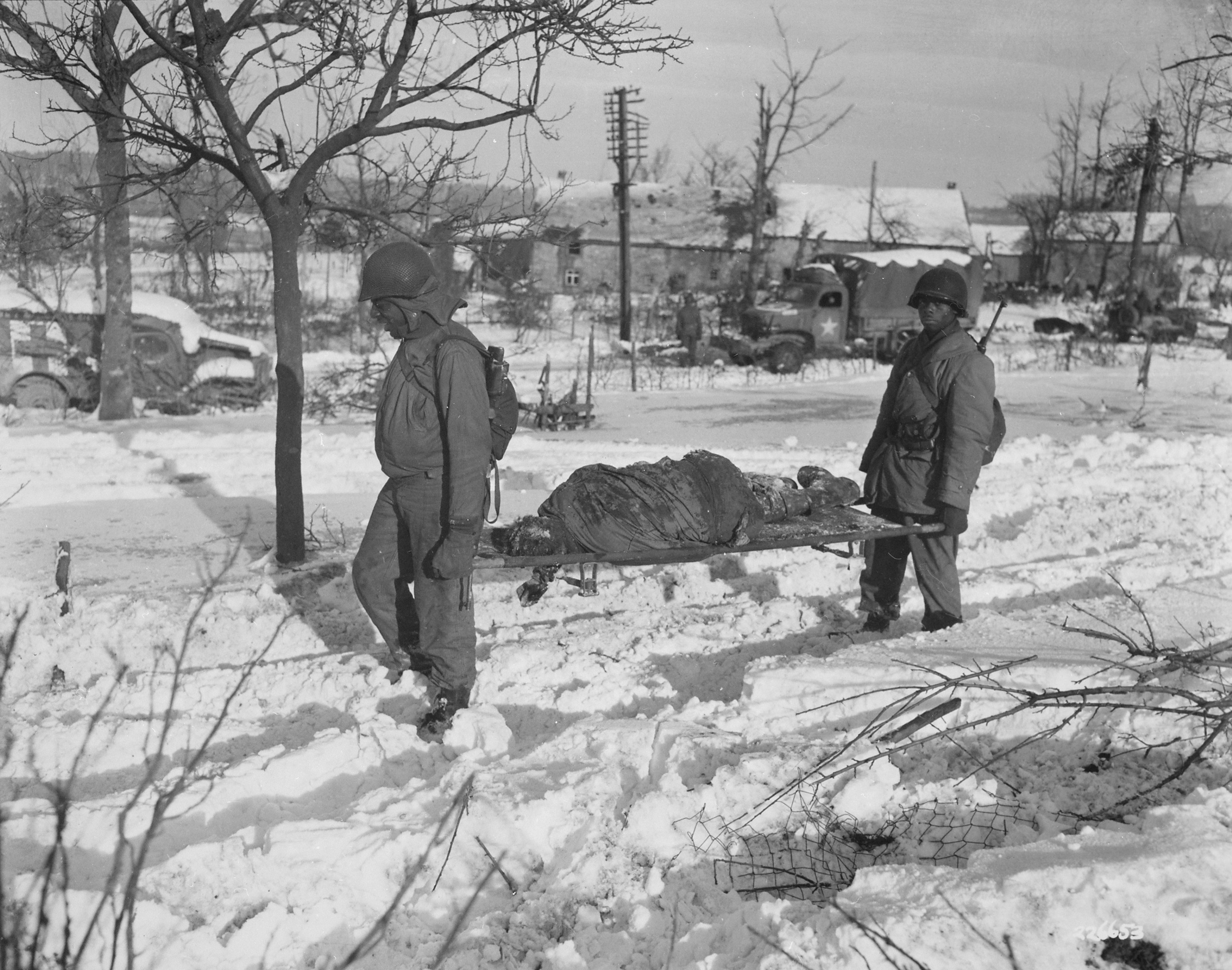
虐殺現場からの遺体回収作業にあたるアメリカ兵

この事件において、80人近くのアメリカ兵が降伏後に殺害された。しかし、一握りながら生存者もいた。例えば、降伏直前に中隊を離れ森に隠れていた者や、銃撃の際に逃げて身を隠すことに成功した者、あるいは死体に紛れて死んだふりをしてドイツ兵をやり過ごした者である。彼らはマルメディへと向かい、第291工兵大隊に事件の顛末を報告した。事件のニュースは彼ら生存者から周囲の兵士へ伝わった後、『ヤンク』誌、『星条旗新聞』、『ライフ』誌などの記事としてアメリカの人々に伝えられた。
アメリカ軍の指導部ではファイブ・ポインツで虐殺があった疑いが強いとして、捜査のために監察班（Inspector General team, IG）の派遣を決定した。米第1軍では、現地に遺骨収集部隊を派遣し、IGは回収任務の全般的な指揮を行うという方針を立てた。ただし、ボネ周辺の確保が難航したため、派遣自体は延期された。この任務に割り当てられた第3060兵站埋葬確認業務中隊第4小隊（3060th Quartermaster Graves Registration Service Company’s 4th Platoon）は、10月から活性化された部隊であり、12月末から戦地での埋葬確認任務に従事していた。1945年1月13日、ボネ周辺の確保が完了した直後、第4小隊が現場に入った。作業は14日から15日にかけて実施された。ドイツ軍は埋葬することもなく遺体を放置していったが、降雪と低い気温のため、保存状況は極めて良好であった。現場は依然として最前線であり、ドイツ軍の砲撃で作業が中断したり、遺体が損壊されるなどした。目撃者の不足や気象条件、あるいは砲撃のため、遺体の捜索は難航した。その後、回収された遺体は現場から数百キロ離れた安全な鉄道ビルまで運ばれ、身元確認およびIGの捜査のための解剖などが執り行われた。遺体は当初72体が回収されたが、4ヶ月後の雪解けの際にさらに12体が発見された。
現在、ボネの慰霊碑には84人の名が記されているが、これには誤りも多く、何度か議論の的となった。単純な綴りの誤りだけではなく、犠牲者の名が誤って削除されたこともある。また、ある上等兵は確かに遺体が1月17日にファイブ・ポインツ付近で回収されたので虐殺の犠牲者に含まれていたが、後に事件とは関係のない1月3日のファイブ・ポインツ付近の戦闘での戦死者だと明らかになった。こうした誤りは、後に親ナチス的な立場の人々がアメリカ軍による事件の捏造、あるいは誇張についての疑いを抱く原因となった。

## 戦後

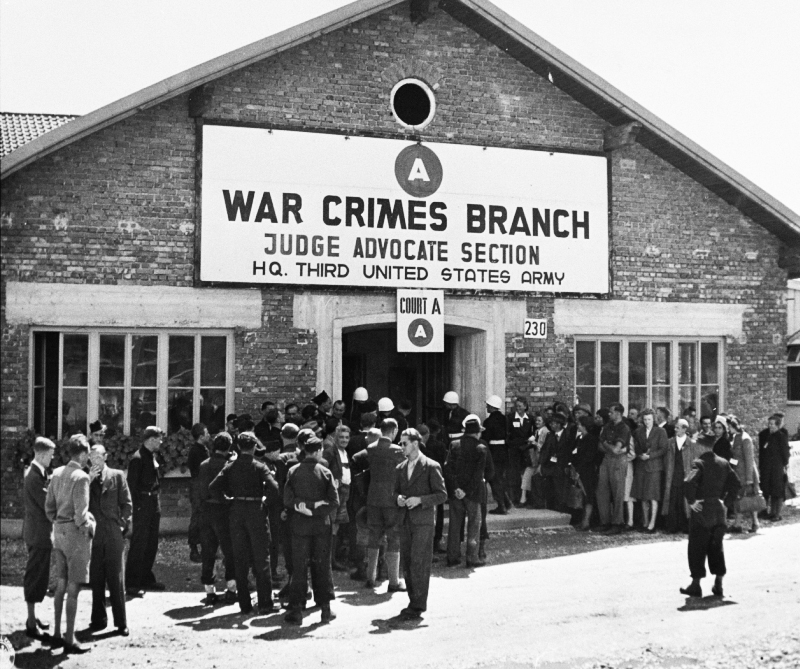
旧ダッハウ強制収容所内に設置された軍事法廷

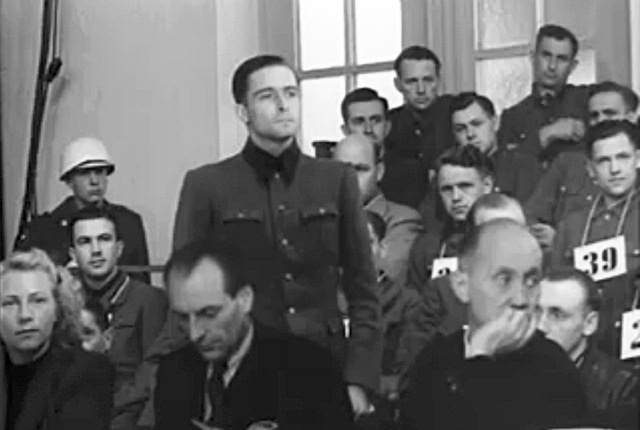
裁判中のパイパー

1945年夏、アメリカの占領当局はライプシュタンダーテ師団の元隊員ら1,000人以上を尋問し、75人をマルメディの虐殺に関連して起訴した。ただし、1人は自殺し、1人はフランス市民権を持つことが明らかになったので、対象から外れている。裁判にあたって、マルメディの虐殺は「合衆国対ヴァレンチン・ベルシンほか」（U.S. vs. Valentin Bersin, et al.）と称された。ベルシンはアルファベット順の名簿の一番上にあった被告人であり、後にベルギー市民の殺害に関連して死刑判決を受けている。
1946年5月16日、パイパーをはじめとするパイパー戦闘団の元隊員73人を被告として、 戦闘団が関与したとされる周辺地域での一連の虐殺に関する裁判が行われた。軍事法廷は旧ダッハウ強制収容所に設置された。この軍事法廷はアメリカにおける一般的な裁判とは大きく異なる不公平なものだった。尋問の前から有罪は決まっており、立証責任は弁護側に負わされていた。判事、陪審員、弁護人の全てをアメリカ軍の将校が務めた。弁護人は犯罪が行われなかったと主張することを認められていなかった。伝聞、あるいは法廷に出頭せず弁護側が尋問できなかった証人の宣誓供述書も証拠として認められた。ダッハウでの裁判では、検察側が証言を行った証人に報酬を与えていた例もある。被告人の一部は、自分たちの弁護のために証言することを認められていなかった。最終的に、538人から749人の捕虜と90人以上のベルギー市民の殺害について、被告全員に有罪判決が下された。
パイパーは事件について、「随分と前のことだ。私には真実などわからない。知っていたとしても、ずっと前に忘れてしまった。私にわかることは、良き指揮官たる者として、事件の責任を認め、それに応じて罰せられたということだ」と述べた。また、部下を釈放するのなら自分が一切の責任を負うとも申し出たが、法廷によって却下された。死刑に際しては軍人らしく銃殺刑を望むと弁護人を通じて伝えたが、これも認められなかった。
銃後のアメリカにおいて、マルメディに関する裁判はドイツにおける戦犯裁判の中でも特に注目されたものであり、ニュース映画も作成された。当時、バルジの戦いは西部戦線における最も重要で象徴的な戦闘とされていたためである。この戦犯裁判は、単に戦争犯罪者を裁く場というだけではなく、アメリカ、そして占領下ドイツの市民に、アメリカの兵士が「正しいもの」のために戦い、死んだのだと思わせるためのものでもあった。
判決後、被告人らが裁判のあり方を批判した。彼らは時に拷問を含む不適切な手段で自白を強要されたとして、裁判で採用された供述はそうした強要によるものだとした。裁判で主任弁護人を務めたウィリス・エヴェレット大佐（Willis Everett）は、帰国し1947年に退役した後にも、被告人らの代理人として活動し続けた。こうした批判が広く注目を集めるようになると、米陸軍長官から裁判に関する調査委員会の設置が宣言された。裁判への批判について、ドイツの退役軍人、ドイツの大衆、戦犯被告の釈放を訴えていた宗教系団体のほか、アメリカ国内にも支持者がいた。委員会のメンバーでもあったエドワード・ヴァン・ローデン判事（Edward Van Roden）もその一人で、彼はマルメディに関する裁判の有効性に疑問を呈していた。1948年3月20日、委員会による調査を経て、パイパーおよびその他11人を除く31人について、判決が終身刑に減刑された。また、13人は証拠不十分で釈放された。
1949年に開かれた上院公聴会では、特別に出席が認められたジョセフ・マッカーシー議員が主導的な立場をとった。焦点となったのは尋問官らの行動の動機である。彼らの幾人かは、迫害を受けてヨーロッパを脱出した後に陸軍に入隊したユダヤ系アメリカ兵だった。また、裁判における弁護人らは、主任尋問官ウィリアム・パール中尉（William Perl）の振る舞いを特に指摘した。パール中尉はプラハ出身で、妻はラーフェンスブリュック強制収容所の元収容者であり、この事から報復感情に基づいて不適切な尋問を行ったとされた。尋問官らは嘘発見器も用いて証言を行い、委員会では被告人らの訴えた拷問などは大部分が虚偽か誇張されたものであると判断した一方、同時に裁判の手続きに重大な問題が多数あることも認め、判決はさらに修正されることとなる。1951年までにほとんどの被告が釈放され、残るパイパーらの判決も死刑から終身刑に減刑された。1954年にはさらに減刑が決定し、1956年にはゼップ・ディートリヒとパイパーがランツベルク戦犯収容所から釈放された。
なお釈放後、パイパーは偽名でフランスに隠遁していたが1976年、正体が発覚し自宅に火炎瓶を投げ込まれて焼死した。

## この事件を扱った作品
- 映画 『極寒激戦地アルデンヌ 〜西部戦線1944〜』（原題：Saints and Soldiers） - 冒頭の場面でマルメディ事件を扱っているが、一人のアメリカ兵が逃亡し、それを武装親衛隊員が射殺。それに動揺したアメリカ兵が親衛隊員から銃を奪って親衛隊員を射殺したため、武装親衛隊が米兵を銃撃したという偶発的事件として描かれている。
- 映画 『バルジ大作戦』（原題：Battle of the Bulge） - マルメディ事件の描写があるが、本作では武装親衛隊による計画的な虐殺であったというストーリーになっている。